# Rhabdoborita-(V)
La rhabdoborita-(V) és un mineral de la classe dels borats que pertany al grup de la rhabdoborita. El nom reflecteix les característiques morfològiques (rhabdos és «vareta», en grec) i químiques (és un borat) d'aquest mineral.

## Característiques
La rhabdoborita-(V) és un borat de fórmula química Mg₁₂(V5+,Mo6+,W6+)1.5O₆{[BO₃]6-x[(P,As)O₄]xF2-x} (x < 1). Va ser aprovada com a espècie vàlida per l'Associació Mineralògica Internacional l'any 2018, sent publicada l'any 2020. Cristal·litza en el sistema hexagonal. Forma una sèrie amb els altres membres del grup.
L'exemplar que va servir per a determinar l'espècie, el que es coneix com a material tipus, es troba conservat a les col·leccions del Museu Mineralògic Fersmann, de l'Acadèmia de Ciències de Rússia, a Moscou (Rússia), amb el número de registre: 5125/1.

## Formació i jaciments
Va ser descoberta a la fumarola Arsenàtnaia del volcà Tolbàtxik (Krai de Kamtxatka, Rússia), en forma de cristalls prismàtics o aciculars, normalment combinats en agregats de fins a 1 cm. Aquest volcà és l'únic a tot el planeta on ha estat descrita aquesta espècie mineral.